# اوگو تونیاتسی
اوگو تونیاتسی (ایتالیایی: Ugo Tognazzi؛ ‏ ۲۳ مارس ۱۹۲۲ – ۲۷ اکتبر ۱۹۹۰) هنرپیشه، کارگردان و فیلم‌نامه‌نویس سینما، تلویزیون و تئاتر ایتالیایی بود.
از فیلم‌هایی که وی در آن نقش داشته‌است، می‌توان به از دیدار مجدد شما خوشحالم، دوستان من، زندگی دشوار، بی‌غیرت ارجمند، طبقه هفتم، عاشقان یکشنبه، کلبه ساحلی، قفسی برای دیوانگان ۲، قفسی برای دیوانگان ۳: عروسی، کلید، ننه، شادی زندگی، شب بخیر، آقایان و خانم‌ها، افکار شیطانی، ژنرال ایستاده می‌خوابد، ژنرال ایستاده می‌خوابد، نبرد سه پادشاه و یاغیان ازدواج اشاره کرد.

## درگذشت
اوگو تونیاتسی در سال ۱۹۹۰ بر اثر خونریزی مغزی در رم درگذشت، اگرچه شایعاتی وجود دارد که او بر اثر افسردگی مزمن خودکشی کرده‌است. او در قبرستان ولتری به خاک سپرده شد.